# Imeri
Genre
Imeri est un genre d'opilions laniatores de la famille des Stygnidae.

## Distribution
Les espèces de ce genre sont endémiques d'Amazonas au Brésil.

## Liste des espèces
Selon World Catalogue of Opiliones (04/10/2021) :
- Imeri ajuba Coronato-Ribeiro, Pinto-da-Rocha & Rheims, 2013
- Imeri lomanhungae Pinto-da-Rocha & Tourinho, 2012

## Publication originale
- Pinto-da-Rocha & Tourinho, 2012 : « Two new genera, ten new species and new records of Amazonian Stygnidae Simon, 1879 (Opiliones: Laniatores). » Zootaxa, no 3340, p. 1–28.